# Vette più alte della Lombardia
| Ordine | Nome                  | Altezza | Coordinate                  | Sottosezione | Difficoltà della via normale |
| ------ | --------------------- | ------- | --------------------------- | ------------ | ---------------------------- |
| 1.     | Punta Perrucchetti    | 4020m   | 46°13′30.57″N 9°32′33.41″E  | Alpi Retiche | PD+                          |
| 2.     | Pizzo Zupò            | 3996 m  | 46°22′05.7″N 9°55′52.59″E   | Alpi Retiche | PD                           |
| 3.     | Piz Scerscen          | 3971 m  | 46°13′27.74″N 9°32′25.54″E  | Alpi Retiche | PD+                          |
| 4.     | Piz Argient           | 3945 m  | 46°12′56.84″N 9°33′11.09″E  | Alpi Retiche | F                            |
| 5.     | Pizzo Bellavista      | 3922 m  | 46°13′21.21″N 9°33′20.06″E  | Alpi Retiche | PD                           |
| 6.     | Pizzo Palù            | 3906 m  | 46°22′43.67″N 9°57′36.42″E  | Alpi Retiche | PD                           |
| 7.     | Crast' Agüzza         | 3854 m  | 46°13′30″N 9°32′33″E        | Alpi Retiche | PD                           |
| 8.     | Gran Zebrù            | 3851 m  | 46°28′43.39″N 10°34′06.44″E | Alpi Retiche | PD+                          |
| 9.     | Cevedale              | 3769 m  | 46°26′37.14″N 10°36′59.72″E | Alpi Retiche | F+                           |
| 10.    | Palon de la Mare      | 3703 m  | 46°24′59.05″N 10°37′02.88″E | Alpi Retiche | F                            |
| 11.    | Punta San Matteo      | 3678 m  | 46°22′40.33″N 10°34′01.63″E | Alpi Retiche | PD                           |
| 12.    | Monte Disgrazia       | 3678 m  | 46°16′09.69″N 9°44′58.12″E  | Alpi Retiche | PD+                          |
| 13.    | Punta Linke           | 3631 m  | 46°24′02.47″N 10°37′38.75″E | Alpi Retiche | F                            |
| 14.    | Punta Pedranzini      | 3599 m  | 46°23′19.98″N 10°32′50.3″E  | Alpi Retiche | F                            |
| 15.    | Pizzo Tresero         | 3594 m  | 46°23′25.85″N 10°32′35.51″E | Alpi Retiche | PD+                          |
| 16.    | Cima Dosegù           | 3560 m  | 46°23′01.15″N 10°33′17.45″E | Alpi Retiche | PD-                          |
| 17.    | Monte Pasquale        | 3553 m  | 46°26′37.75″N 10°36′04.94″E | Alpi Retiche | F+                           |
| 18.    | Monte Adamello        | 3539 m  | 46°09′22.18″N 10°29′46.8″E  | Alpi Retiche | F+                           |
| 19.    | Monte Mantello        | 3517 m  | 46°22′23.06″N 10°33′36.81″E | Alpi Retiche | PD                           |
| 20.    | Punta degli Spiriti   | 3487 m  | 46°29′57.12″N 10°28′29.39″E | Alpi Retiche | F                            |
| 21.    | Pizzo di Varuna       | 3453 m  | 46°21′08.66″N 9°59′36.78″E  | Alpi Retiche | F                            |
| 22.    | Cima di Villacorna    | 3447 m  | 46°22′09.88″N 10°33′15.84″E | Alpi Retiche | F+                           |
| 23.    | Cima Piazzi           | 3439 m  | 46°25′01.31″N 10°17′07.81″E | Alpi Retiche | F                            |
| 24.    | Monte Cristallo       | 3439 m  | 46°29′45.08″N 10°27′37.57″E | Alpi Retiche | F+                           |
| 25.    | Corno Bianco          | 3427 m  | 46°09′38.26″N 10°31′00″E    | Alpi Retiche | PD-                          |
| 26.    | Cima della Miniera    | 3405 m  | 46°28′43.57″N 10°33′07.8″E  | Alpi Retiche | F+                           |
| 27.    | Cima di Castello      | 3392 m  | 46°18′12.93″N 9°40′38.22″E  | Alpi Retiche | F+                           |
| 28.    | Cima di Solda         | 3376 m  | 46°28′08.08″N 10°35′57.91″E | Alpi Retiche | F                            |
| 29.    | Cima Viola            | 3374 m  | 46°23′01.33″N 10°11′47.79″E | Alpi Retiche | PD                           |
| 30.    | Monte Confinale       | 3370 m  | 46°26′58.02″N 10°30′16.15″E | Alpi Retiche | F+                           |
| 31.    | Pizzo Cengalo         | 3368 m  | 46°17′42″N 9°36′07″E        | Alpi Retiche | PD-                          |
| 32.    | Sassa di Fora         | 3364 m  | 46°20′26.67″N 9°47′04.99″E  | Alpi Retiche | PD+                          |
| 33.    | Corno dei Tre Signori | 3360 m  | 46°20′35.34″N 10°30′56.6″E  | Alpi Retiche | F+                           |
| 34.    | Corno Baitone         | 3331 m  | 46°10′22.25″N 10°26′28.44″E | Alpi Retiche | F+                           |
| 35.    | Sassa d'Entova        | 3329 m  | 46°20′31.83″N 9°50′11.84″E  | Alpi Retiche | F                            |